# Plesiophysa maia
Plesiophysa maia là một loài bướm đêm trong họ Noctuidae.